# Aspitates mongolicus
Aspitates mongolicus là một loài bướm đêm trong họ Geometridae.